# Hochschule Reutlingen
Die Hochschule Reutlingen (englisch Reutlingen University; ehemals Fachhochschule für Technik und Wirtschaft Reutlingen) ist eine staatliche, technisch und betriebswirtschaftlich orientierte Campus-Fachhochschule im baden-württembergischen Reutlingen. Sie ist Gründungsmitglied im 2022 errichteten Promotionsverband der Hochschulen für angewandte Wissenschaften Baden-Württemberg. Die Hochschule ist in sechs Fakultäten gegliedert: ESB Business School, Informatik, Life Sciences, NXT Nachhaltigkeit und Technologie, Technik sowie TEXOVERSUM Fakultät Textil.

## Geschichte

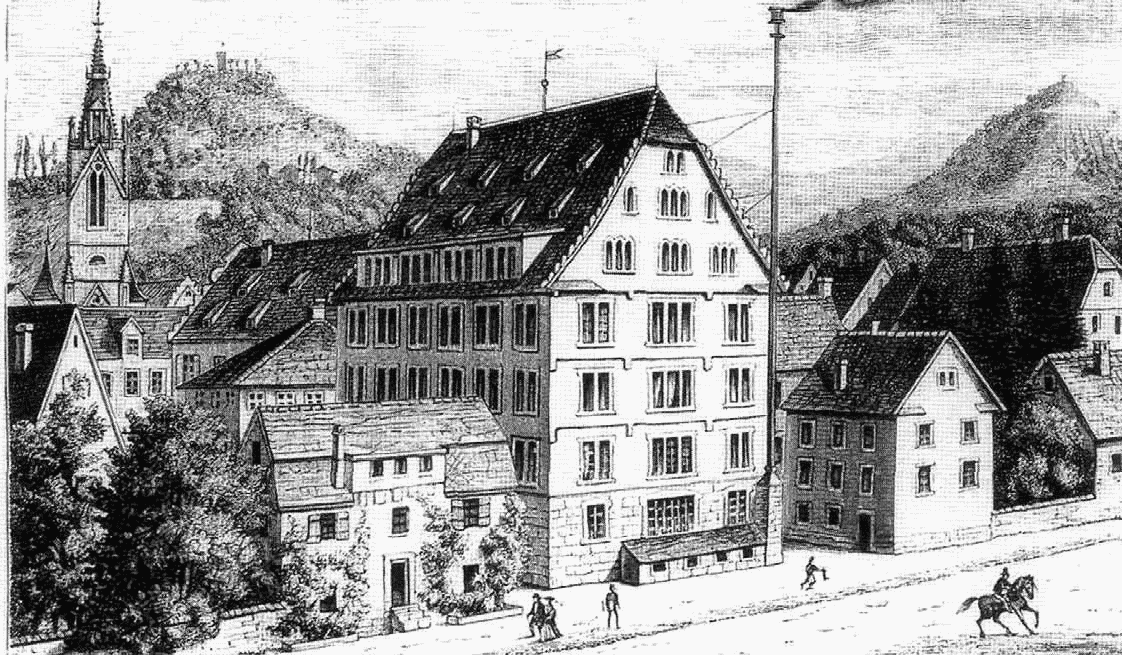
Spendhaus zur Zeit der Weberschule

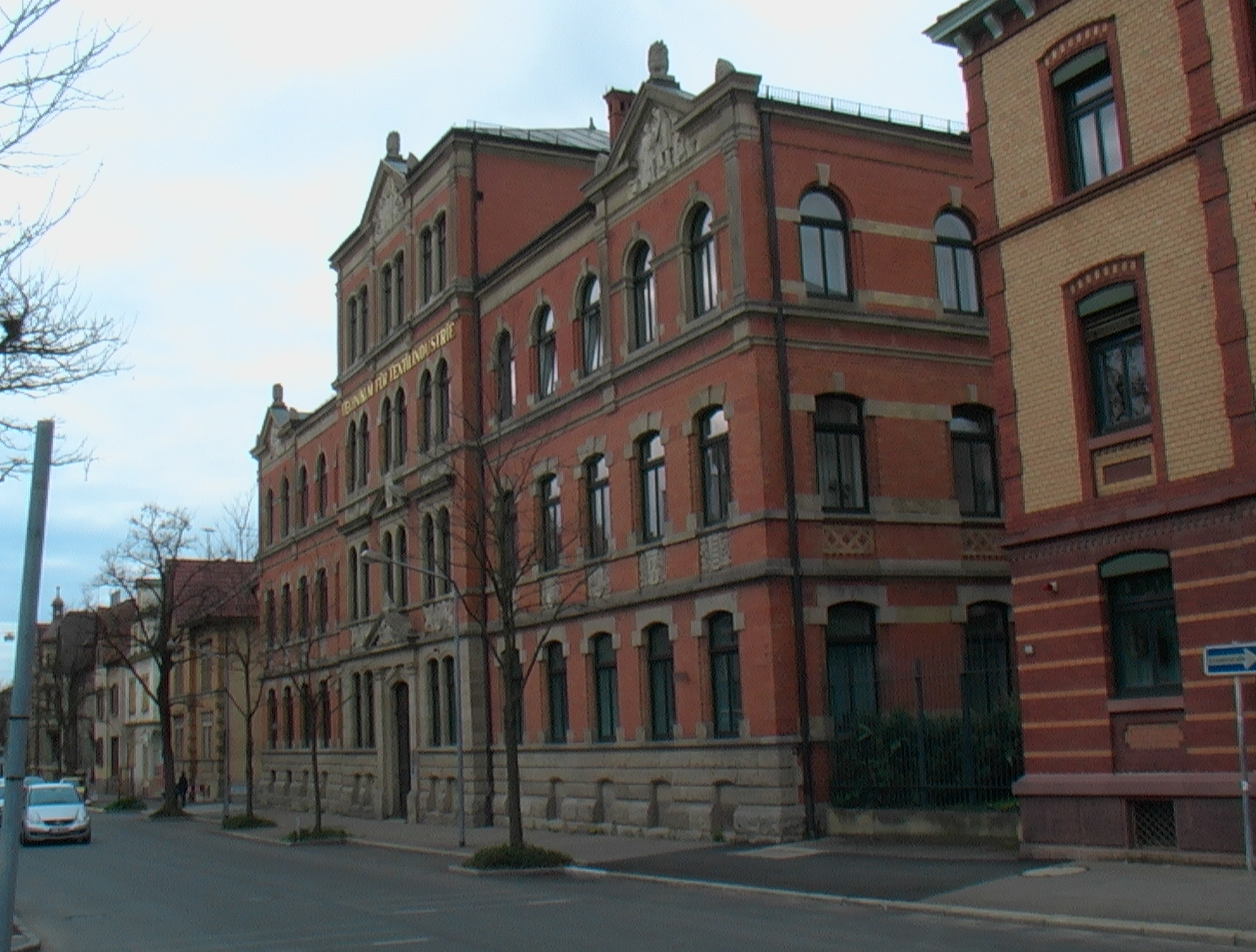
Das Backstein-Gebäude in der Kaiserstr. 99 in Reutlingen wurde 1891 erbaut und beherbergte bis 1994 das Technikum für Textilindustrie. Inzwischen Nutzung durch die Polizeidirektion Reutlingen.

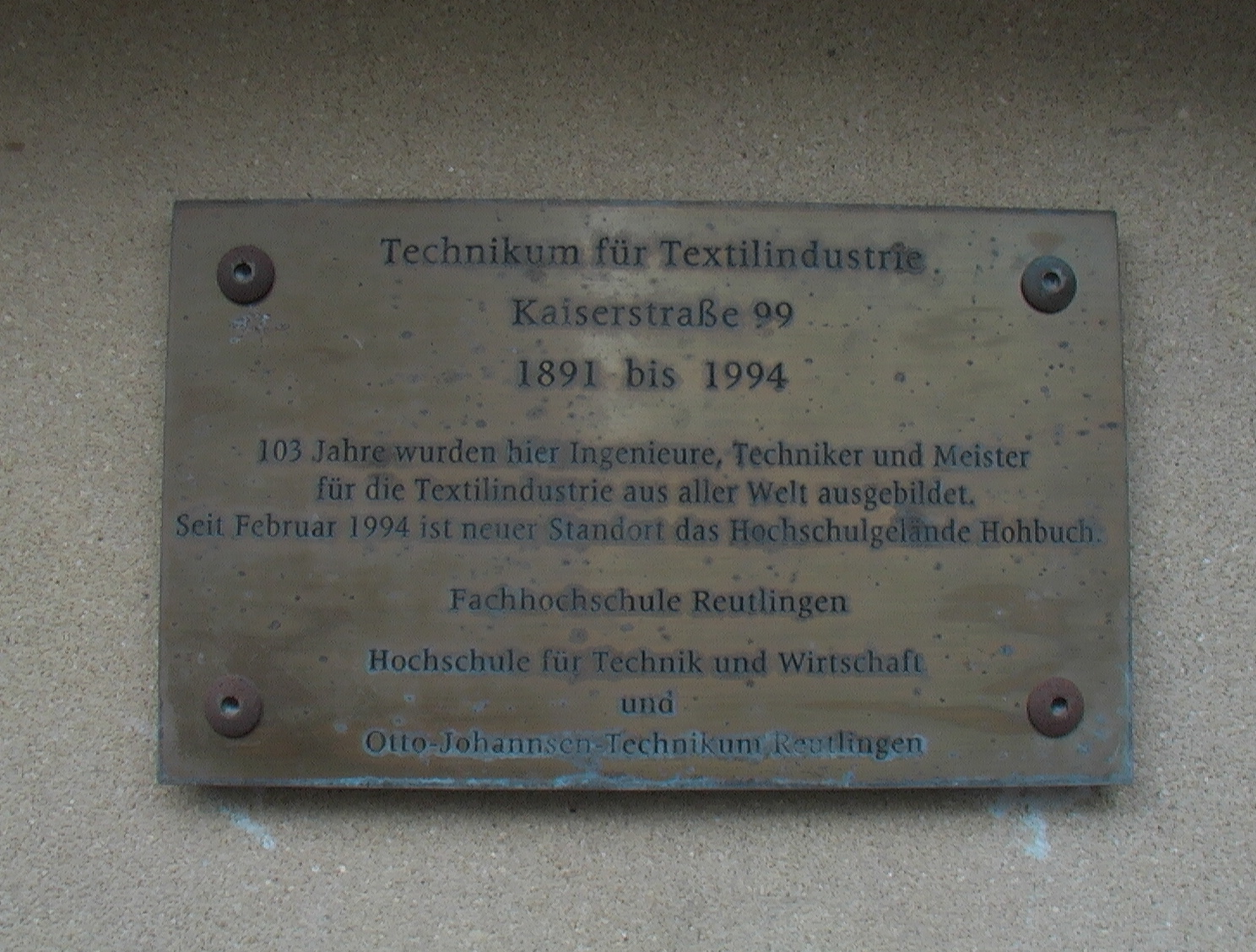
Gedenktafel am Dienstgebäude der Polizeidirektion Reutlingen, welches zuvor das Königlich Württembergische Technikum für Textilindustrie beherbergte

### Gründung im Königreich Württemberg
Auf Initiative der Industrie, der Stadt Reutlingen und des Königreichs Württemberg unter Wilhelm I. wurde 1855 eine Webschule gegründet, aus der 1891 eine Fachschule für Spinnerei, Weberei und Wirkerei, das „Königlich Württembergische Technikum für Textilindustrie“, hervorging. Nach dem Ende der Monarchie 1918 wurde die Institution in „Staatliches Technikum“ umbenannt. Von 1858 bis 1891 diente das Reutlinger Spendhaus als Schulstandort, bevor die Institution in die Kaiserstraße 99 umzog. Dort wurde um die Jahrhundertwende zum 20. Jahrhundert ein Gebäude mit weitläufigen Fabrikhallen erstellt. Das Gebäude steht heute unter Denkmalschutz und beherbergt derzeit die Polizeidirektion Reutlingen.

### Erweiterung der Fachbereiche nach dem Zweiten Weltkrieg
1938 wurde aus dem Technikum die staatliche Ingenieurschule. Dieser wurde im Jahr 1967 die Abteilung Maschinenbau angegliedert. 1971 entstand daraus die Fachhochschule Reutlingen in ihrer heutigen Rechtsform. Im selben Jahr wurden die Bereiche Textilingenieurwesen und Maschinenbau um den Fachbereich Betriebswirtschaft ergänzt, welcher sich 1975 in die Fachbereiche Außenwirtschaft und Fertigungswirtschaft aufteilte. 1977 zogen Teile des Hochschulbetriebs auf den Campus am Hohbuch (Alteburgstraße 150) um.

### Internationale Profilierung
1979 entstand in Zusammenarbeit mit der NEOMA Business School in Reims und der Universität Middlesex in London das in Deutschland erste voll integrierte Studienprogramm mit ausländischen Partneruniversitäten mit einem Doppelabschluss unter dem Titel „Europäisches Studienprogramm für Betriebswirtschaft“ (ESB). Dieses Studienprogramm wurde mit den Fachbereichen Außenwirtschaft und Fertigungswirtschaft als „ESB Business School“ zusammengefasst, welche heute die Fakultät für Wirtschaftswissenschaften der Hochschule Reutlingen darstellt. Neben der ESB Business School umfasst die Hochschule heute Fakultäten für Informatik, Life Sciences, NXT Nachhaltigkeit und Technologie, Technik sowie TEXOVERSUM Fakultät Textil. Heute kooperiert die Hochschule mit über 200 ausländischen Partnerhochschulen. Der Anteil ausländischer Studierender beträgt etwa 20 Prozent. Seit 2012 ist die Hochschule mit dem HRK-Zertifikat „Internationalisierung der Hochschulen“ zertifiziert.

## Präsidium und Organisation
Seit 2012 leitet Hendrik Brumme die Hochschule. Seine Vorgänger waren Peter Nieß und Wolfgang Hiller. Kanzler und Leiter der Verwaltung ist seit dem Jahr 2019 Alexander Leisner, der das Amt von Jens Schröder übernommen hat. Der Hochschule Reutlingen steht seit dem Jahr 2000 ein externer Hochschulrat zur Seite. Den Vorsitz hat seit dem Jahr 2024 Christian O. Erbe, Geschäftsführender Gesellschafter von ERBE Elektromedizin GmbH und Präsident des Baden-Württembergischen Industrie- und Handelskammertags. Sein Vorgänger war Christoph Kübel, der bis Ende 2020 Geschäftsführer und Arbeitsdirektor der Robert Bosch GmbH war. Die Fakultäten sind dezentral organisiert und werden von Dekanaten unter Einfluss von Fakultätsräten geführt. Studentische Mitbestimmung erfolgt durch studentische Mandate im Senat, in den Fakultätsräten der einzelnen Fakultäten sowie in Studienkommissionen. Des Weiteren setzt sich der AStA und das Studierendenparlament unter der Marke STUPA für die Verbesserung der Studienbedingungen ein und unterstützt diverse studentische Projekte.

## Reputation
Die Hochschule Reutlingen nimmt regelmäßig erfolgreich an nationalen und internationalen Rankingverfahren teil. Die dabei erreichten Spitzenplätze bestätigen das hohe Niveau und den guten Ruf der wissenschaftlichen Ausbildung vor Ort.
Im Ranking des größten deutschen Bewertungsportals im Hochbereich StudyCheck belegt die Hochschule Reutlingen unter den beliebtesten Hochschulen bundesweit Platz 2 (2025) und ist Gewinner des Category Awards (2025).
Im Ranking der Zeitung WirtschaftsWoche, bei dem jährlich 650 Personalverantwortliche der größten deutschen Unternehmen befragt werden, rangiert sie im Jahr 2024 mit zwei Fächern deutschlandweit unter den Top Ten. Sie belegt in Betriebswirtschaftslehre Platz 2 sowie in Wirtschaftsinformatik Platz 9. In der Betriebswirtschaftslehre erreicht die Hochschule Reutlingen seit ihrer ersten Teilnahme meist einen vorderen Platz.
Das CHE Hochschulranking ist das umfassendste und detaillierteste Ranking im deutschsprachigen Raum. Es bewertet seit 1998 Hochschulen und ihre Studienangebote. Dabei umfasst es Fakten zu Studium, Lehre, Ausstattung und Forschung, Urteile von Studierenden über die Studienbedingungen an ihrer Hochschule und, in bestimmten Fächern, die Reputation der Fachbereiche unter den Professoren. Neben den vergleichenden Kriterien stehen Studieninteressenten eine Fülle beschreibender Merkmale zu Studium und Lehre zur Verfügung. Die Fächer werden im Dreijahresturnus bewertet, d. h. jedes Jahr wird ein Drittel der Fächer neu bewertet. Die aktuellen Ergebnisse werden online und im ZEIT Studienführer veröffentlicht. Seit Jahren erzielt die Hochschule Reutlingen in allen Fachbereichen Spitzbewertungen. Zuletzt wurde der Fachbereich Maschinenbau, Mechatronik und die angewandten Naturwissenschaften (2025) hervorragend bewertet.
Der Gründungsradar des Stifterverbandes vergleicht Hochschulprofile in der Gründungsförderung an deutschen Hochschulen. Der Gründungsradar untersucht 2020 bereits zum fünften Mal, welche Anstrengungen Hochschulen für eine Stärkung der Gründungskultur unternehmen, und vergleicht diese. Dabei werden verschiedene Dimensionen erfasst: Gründungssensibilisierung, -qualifizierung und -unterstützung sowie die institutionelle Verankerung. Auch die Gründungsaktivitäten, d. h. welchen Output die Gründungsförderung hervorbringt, die Netzwerkarbeit, das Monitoring und die Evaluationsaktivitäten in dem Bereich werden betrachtet. Im Gründungsradar 2025 erreicht die Hochschule Reutlingen in der Gruppe der kleinen Hochschulen <( 5.000 Studierenden) Platz 6.

## Fakultäten und Studiengänge
Die Hochschule umfasst sechs Fakultäten, welche alle auf dem Campus am Hohbuch in Reutlingen lokalisiert sind:
- ESB Business School
- Informatik
- Life Sciences
- NXT Nachhaltigkeit und Technologie
- Technik
- TEXOVERSUM Fakultät Textil

Die fachliche Ausrichtung der Fakultäten ergibt sich im Gegensatz zu universitären Strukturen weniger aus den dort ansässigen Wissenschaften, als vielmehr aus der fachlichen Profilierung und der Nähe der Studiengänge zu bestimmten Themenfelder aus der Praxis. Derzeit (Stand: April 2025) bietet die Hochschule Reutlingen 21 Bachelor–, 26 Master-Studiengänge und 3 MBA-Studiengänge sowie ein kooperatives Doktorat mit ausgewählten Universitäten an. Im Herbst 2022 haben die Hochschulen für Angewandte Wissenschaften (HAW) in Baden-Württemberg das Promotionsrecht im Rahmen eines Promotionsverbands erhalten. Insgesamt 223 Gründungsmitglieder haben sich für das Promotionszentrum qualifiziert, 20 davon sind Professoren der Hochschule Reutlingen. Damit ist die Hochschule stark vertreten und kann ein breites thematisches Spektrum abdecken.

### ESB Business School
Mit etwa 1.500 Studenten (davon etwa 30 Prozent aus dem Ausland) ist die betriebswirtschaftliche ESB Business School (ESB) die größte der sechs Fakultäten. Der fachliche Schwerpunkt der Fakultät liegt auf dem Bereich internationale Betriebswirtschaftslehre. Die ESB Business School ist seit 2019 durch die AACSB nach einem der international höchsten Qualitätsstandards akkreditiert.
| Abschluss | Akademischer Grad   | Studiengang                                        |
| --------- | ------------------- | -------------------------------------------------- |
| Bachelor  | Bachelor of Science | International Business                             |
| Bachelor  | Bachelor of Science | International Management Double Degree             |
| Master    | Master of Arts      | European Management Studies                        |
| Master    | Master of Science   | International Accounting, Controlling and Taxation |
| Master    | Master of Science   | International Business Development                 |
| Master    | Master of Science   | Global Management and Digital Competencies         |
| Master    | MBA                 | International Management (Full- und Part-Time)     |

### Informatik
Mit 1.200 Studenten ist die Fakultät Informatik (INF) die zweitgrößte Fakultät der Hochschule. Die Studiengänge konzentrieren sich auf wissenschaftliche Bereiche rund um die Frage „Wie können wir mit Informationstechnologie Gesellschaft und Wirtschaft voranbringen und die Zukunft kreativ gestalten?“.
| Abschluss | Akademischer Grad   | Studiengang                          |
| --------- | ------------------- | ------------------------------------ |
| Bachelor  | Bachelor of Science | Medien- und Kommunikationsinformatik |
| Bachelor  | Bachelor of Science | Medizinisch-Technische Informatik    |
| Bachelor  | Bachelor of Science | Wirtschaftsinformatik                |
| Bachelor  | Bachelor of Science | Digital Business                     |
| Bachelor  | Bachelor of Science | Bachelor+ (Reutlinger Modell)        |
| Master    | Master of Science   | Human-Centered Computing             |
| Master    | Master of Science   | Digital Business Engineering         |
| Master    | Master of Science   | Wirtschaftsinformatik                |
| Master    | Master of Science   | Interdisziplinäre Produktentwicklung |

### Life Sciences
An der Fakultät Life Sciences (LS) sind etwa 500 Studenten eingeschrieben. Die Forschungsaktivitäten der Fakultät Life Sciences erstrecken sich von Prozessanalytik und Ressourceneffizienz über Gesundheits- und Nachhaltigkeitsthemen bis hin zu Materialwissenschaften für Biomedizinische Anwendungen.
| Abschluss | Akademischer Grad       | Studiengang                                             |
| --------- | ----------------------- | ------------------------------------------------------- |
| Bachelor  | Bachelor of Engineering | Biomechatronik (ab Wintersemester 2025/2026)            |
| Bachelor  | Bachelor of Science     | Biomedizinische Wissenschaften                          |
| Bachelor  | Bachelor of Science     | Chemie & Nachhaltige Prozesse                           |
| Master    | Master of Science       | Biomedical Sciences                                     |
| Master    | Master of Science       | Interdisziplinäre Produktentwicklung                    |
| Master    | Master of Engineering   | Umweltschutz                                            |
| Master    | Master of Science       | Polymerchemie & Prozessanalytik (auslaufendes Programm) |

### Technik
Die Fakultät Technik (TEC) zählt etwa 700 Studenten. Forschend ist die Fakultät u. a. am Electronics & Drives tätig.
| Abschluss | Akademischer Grad       | Studiengang                                                   |
| --------- | ----------------------- | ------------------------------------------------------------- |
| Bachelor  | Bachelor of Engineering | International Project Engineering - Wirtschaftsingenieurwesen |
| Bachelor  | Bachelor of Engineering | Maschinenbau                                                  |
| Bachelor  | Bachelor of Engineering | Mechatronik                                                   |
| Bachelor  | Bachelor of Engineering | Reutlinger Modell                                             |
| Bachelor  | Bachelor of Engineering | Biomechatronik (ab Wintersemester 2025/2026)                  |
| Master    | Master of Science       | Dezentrale Energiesysteme und Energieeffizienz                |
| Master    | Master of Science       | Leistungs- und Mikroelektronik                                |
| Master    | Master of Science       | Maschinenbau                                                  |
| Master    | Master of Science       | Mechatronik                                                   |

### TEXOVERSUM Fakultät Textil

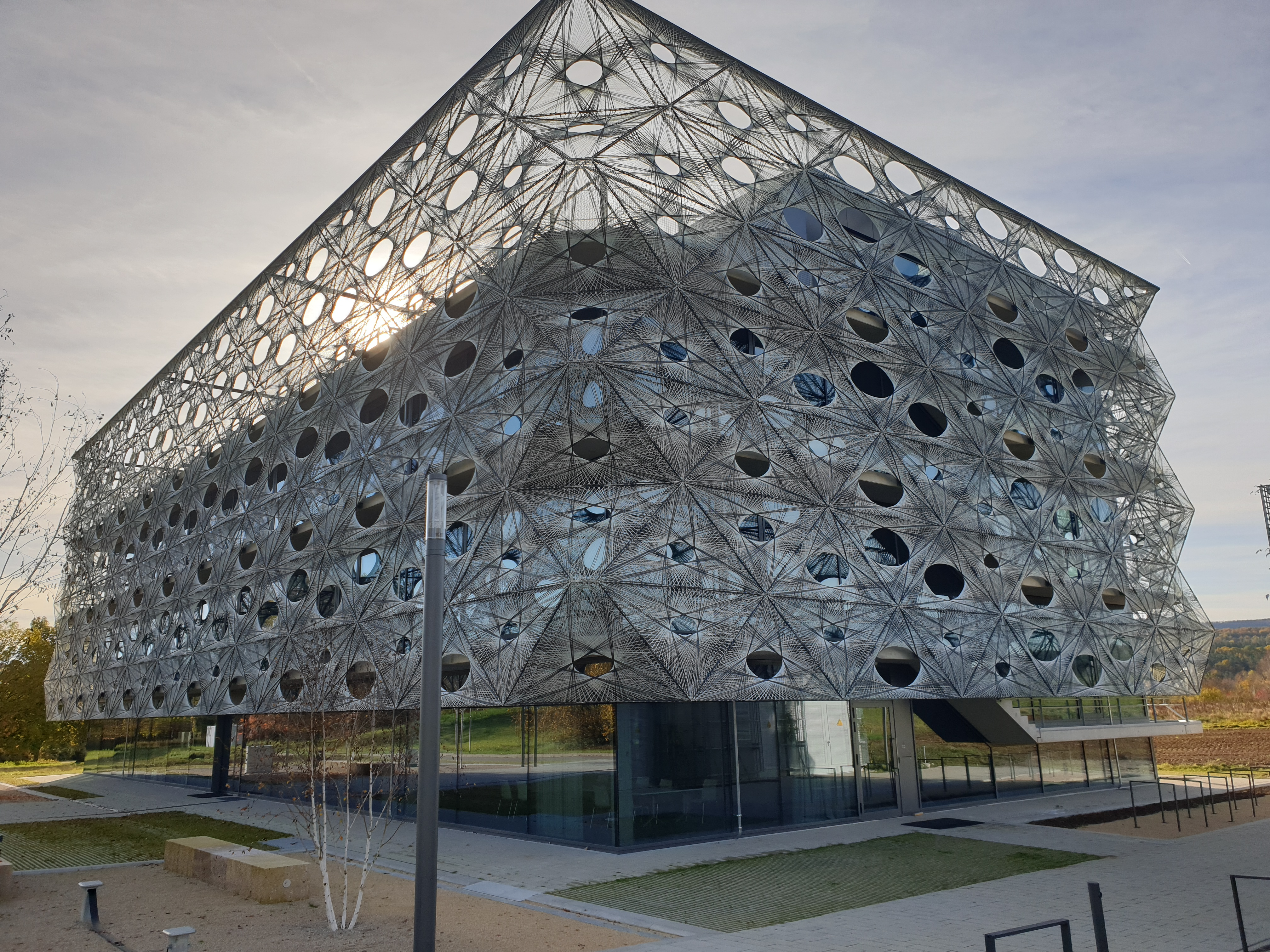
Textil verkleidetes Texoversum-Gebäude

Die TEXOVERSUM Fakultät Textil repräsentiert den ältesten Fachbereich (seit 1855) und den historischen Ursprung der Hochschule Reutlingen. Hier werden etwa 550 Studenten ausgebildet. Thematisch lässt sich die inhaltliche Ausrichtung den Bereichen Textiltechnologie, Mode, Einzelhandel und Design zuordnen. Die Fakultät besitzt die weltweit umfangreichste Sammlung an Geweben mit historischer Bedeutung (ca. 900 Stoffe).
| Abschluss | Akademischer Grad       | Studiengang |
| --------- | ----------------------- | --- |
| Bachelor  | Bachelor of Science     | International Fashion Business                                                                                         |
| Bachelor  | Bachelor of Arts        | Fashion and Textile Design                                                                                             |
| Bachelor  | Bachelor of Engineering | Textiles Ingenieurwesen                                                                                                |
| Bachelor  | Bachelor of Arts        | Transportation Interior Design                                                                                         |
| Master    | Master of Science       | Interdisziplinäre Produktentwicklung                                                                                   |
| Master    | Master of Science       | Textile Chain Research                                                                                                 |
| Master    | Master of Arts          | Design (Schwerpunkte: Modedesign, Material & Surface Design, Transportation Interior Design, Künstlerische Konzeption) |

### NXT Nachhaltigkeit und Technologie
An der Hochschule Reutlingen studieren etwa 750 Studierende an der Fakultät NXT Nachhaltigkeit und Technologie. NXT führt die Themenfelder Soziales, Technologie und Business zusammen und bildet so die Führungs- und Fachkräfte aus, die die Themen der Zukunft verstehen und gestalten.
| Abschluss | Akademischer Grad   | Studiengang                                                     |
| --------- | ------------------- | --------------------------------------------------------------- |
| Bachelor  | Bachelor of Arts    | Soziale Arbeit                                                  |
| Bachelor  | Bachelor of Science | Internationales Wirtschaftsingenieurwesen - Operations          |
| Bachelor  | Bachelor of Science | Wirtschaftsingenieurwesen - Sustainable Production and Business |
| Master    | Master of Science   | Digital Industrial Management and Engineering                   |
| Master    | Master of Science   | Operations Management                                           |

## Zentrale Einrichtungen

### Knowledge Foundation
Die gemeinnützige „Knowledge Foundation @ Reutlingen University“ ist eine private Stiftung bürgerlichen Rechts und an der Hochschule Reutlingen angesiedelt. Sie wurde 2008 durch den Campus Reutlingen e. V. und die Hochschule Reutlingen gegründet und bietet berufsbegleitende Studienprogramme, sowie verschiedene Zertifikatskurse und Seminare für Berufstätige. Seit 2012 bietet sie außerdem einen MBA in International Management in Kooperation mit der ESB Business School und der Universität der Bundeswehr in München an, der spezifisch auf das Dienstzeitende eines Bundeswehr-Offiziers zugeschnitten ist.
Weitere Studienprogramme befassen sich vor allem mit klassischen Management- und Beratungsthemen im Vertrieb, Consulting und Einkauf.
| Abschluss | Akademischer Grad   | Studiengang                       | Kooperationspartner                                     |
| --------- | ------------------- | --------------------------------- | ------------------------------------------------------- |
| Bachelor  | Bachelor of Science | Chemie                            | Fakultät Life Sciences                                  |
| Bachelor  | Bachelor of Arts    | Fashion Management                | LDT Nagold Texoversum                                   |
| Master    | Master of Science   | Consulting & Business Analytics   | ESB Business School                                     |
| Master    | Master of Science   | Consulting & Sales Management     | ESB Business School                                     |
| Master    | Master of Science   | Digital Business Management       | Fakultät Informatik                                     |
| Master    | Master of Science   | Digitalization & Sustainability   | Fakultät Informatik                                     |
| Master    | MBA                 | International Management          | ESB Business School, Universität der Bundeswehr München |
| Master    | Master of Arts      | International Retail Management   | ESB Business School                                     |
| Master    | Master of Science   | Pharmaceutical Science & Business | Fakultät Life Sciences                                  |
| Master    | Master of Science   | Professional Software Engineering | Fakultät Informatik                                     |

### Reutlingen International Office
Das Reutlingen International Office (RIO) dient als zentrale Einrichtung der Hochschule Reutlingen der internationalen Profilierung. Sie verantwortet das gesamte internationale Angebot für deutsche und internationale Studierende und Lehrende aller Fakultäten sowie für Gäste der Hochschule. Darüber hinaus koordiniert die Einrichtung die über 200 Partnerhochschulen und Kooperationen der Hochschule Reutlingen.

### Reutlingen Research Institute
Im Reutlingen Research Institute (RRI) werden alle Aktivitäten der Hochschule im Bereich der Forschung und Entwicklung gebündelt. Das RRI bietet Forschern aus allen Fakultäten eine organisatorische Plattform.

### Hochschulbibliothek
Die Hochschulbibliothek der Hochschule Reutlingen umfasst 180.000 gedruckte Bücher, 28.000 lizenzierte E-Journals, 80.000 E-Books. Sie beherbergt das Lernzentrum, in welchem Medien und Services der Hochschulbibliothek und des Rechen- und Medienzentrums, sowie Lern- und Arbeitsräume für alle Hochschulangehörige angeboten werden.

### Rechen- und Medienzentrum
Das Rechen- und Medienzentrum (RMZ) ist zentraler Betreiber der IT- und Mediendienste der Hochschule Reutlingen.

### Reutlinger Didaktik Institut
Das Reutlinger Didaktik Institut (RDI) ist die zentrale Einrichtung für die hochschulinterne Optimierung von Lehre und Lern-Prozessen.

## Persönlichkeiten
- Roman Inderst (* 1970), Ökonom[43]
- Jürgen Faust (* 1955), Designer, Künstler und Forscher[44]
- Ulrich Dietz (* 1958), Manager und ehemaliger CEO von GFT Technologies[45]

## Sonstiges
Die Hochschule Reutlingen ist Mitglied der 2005 gegründeten Hochschulregion Tübingen-Hohenheim und der Hochschulföderation SüdWest.
Von der Europäischen Kommission wurde ihr die Erasmus Charta verliehen.
Seit 2010 ist die Hochschule Reutlingen als Familiengerechte Hochschule ausgezeichnet.
Seit 2016 ist die Hochschule Reutlingen mit dem Zertifikat für Vielfalt vom Stifterverband für die Deutsche Wissenschaft zertifiziert.